# 가야초등학교 축구단
가야초등학교 축구부(영어: Gaya Elementary School Football Club)는 대한민국 경상남도 함안군에 있는 초등학교 축구부이다. 가야초등학교가 운영했던 축구부로, 2014년에 해단 되었다.

## 출신 선수
- 김민재

## 참고 자료
- “KFA 통합경기정보 시스템”. 대한축구협회.

## 같이 보기
- 가야초등학교